# Croissant
Een croissant (Frans voor wassende maan, uitspraakⓘ) is een typisch Frans en van oudsher Oostenrijks ontbijtbroodje van gerezen zoet bladerdeeg dat voor het bakken in de vorm van een halvemaan wordt gerold. Croissants behoren tot de categorie van de viennoiserie.

## Origine
Brood in de vorm van een wassende maan kende men al in de klassieke oudheid. Een op de croissant gelijkend baksel wordt van oudsher Kipferl genoemd en is ontstaan in Oostenrijk, het wordt al vermeld in de 13e eeuw.
De croissant werd rond 1839 geïntroduceerd door de Weense zakenman August Zang toen hij in Parijs de Boulangerie Viennoise (Weense bakkerij) opende aan de Rue de Richelieu. Hier verkocht hij Weense broodjes en gebak, de zogenaamde viennoiserie. Zo verkocht hij o.a. de kipferl die als voorloper van de croissant wordt gezien. August Zang bedacht een variant op de kipferl, gemaakt van getoerd deeg (een soort bladerdeeg). Deze werd door haar vorm door de Parijzenaren vernoemd naar de halvemaan en kreeg de naam croissant.

## Legenden

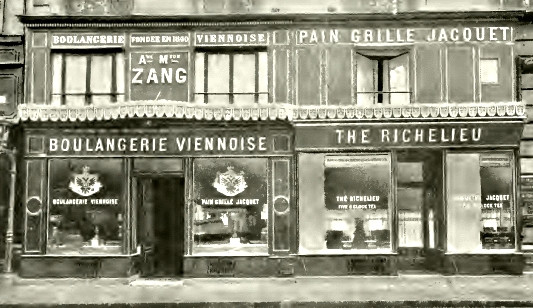
De Boulangerie Viennoise waar de croissant ontstond

Rond het ontstaan van de croissant bestaan de nodige legenden. Zo zou de kipferl ontstaan zijn tijdens de belegering van Wenen in 1683 (volgens andere bronnen tijdens een eerder beleg van Wenen of Boedapest). Volgens de overlevering groeven de Ottomanen een tunnel onder de stad, die uit kwam bij een bakkerij. De bakkers, die al vroeg aan het werk waren, sloegen alarm waardoor de aanval werd afgeslagen. Als overwinningssymbool werd een halvemaanvormig broodje gebakken.
Ook is er een verhaal dat de kipferl in Frankrijk geïntroduceerd werd door Marie Antoinette van Oostenrijk. Nadat ze was uitgehuwelijkt aan Lodewijk de zestiende miste ze de Oostenrijkse broodjes zo dat ze een kok uit Wenen liet overkomen. Ook is er een verhaal dat tijdens een opstand bij het Kasteel van Versailles croissants werden uitgedeeld om de mensen rustig te krijgen waardoor het volk voor het eerst in aanraking kwam met dit broodje. Om deze reden wordt de Franse nationale feestdag soms ook wel de Dag van de croissant genoemd.
Voor deze verhalen is geen enkel historisch bewijs gevonden.

## Deeg en bereiding

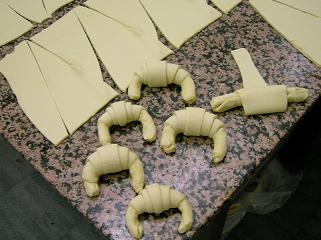
Gerolde ongebakken croissants

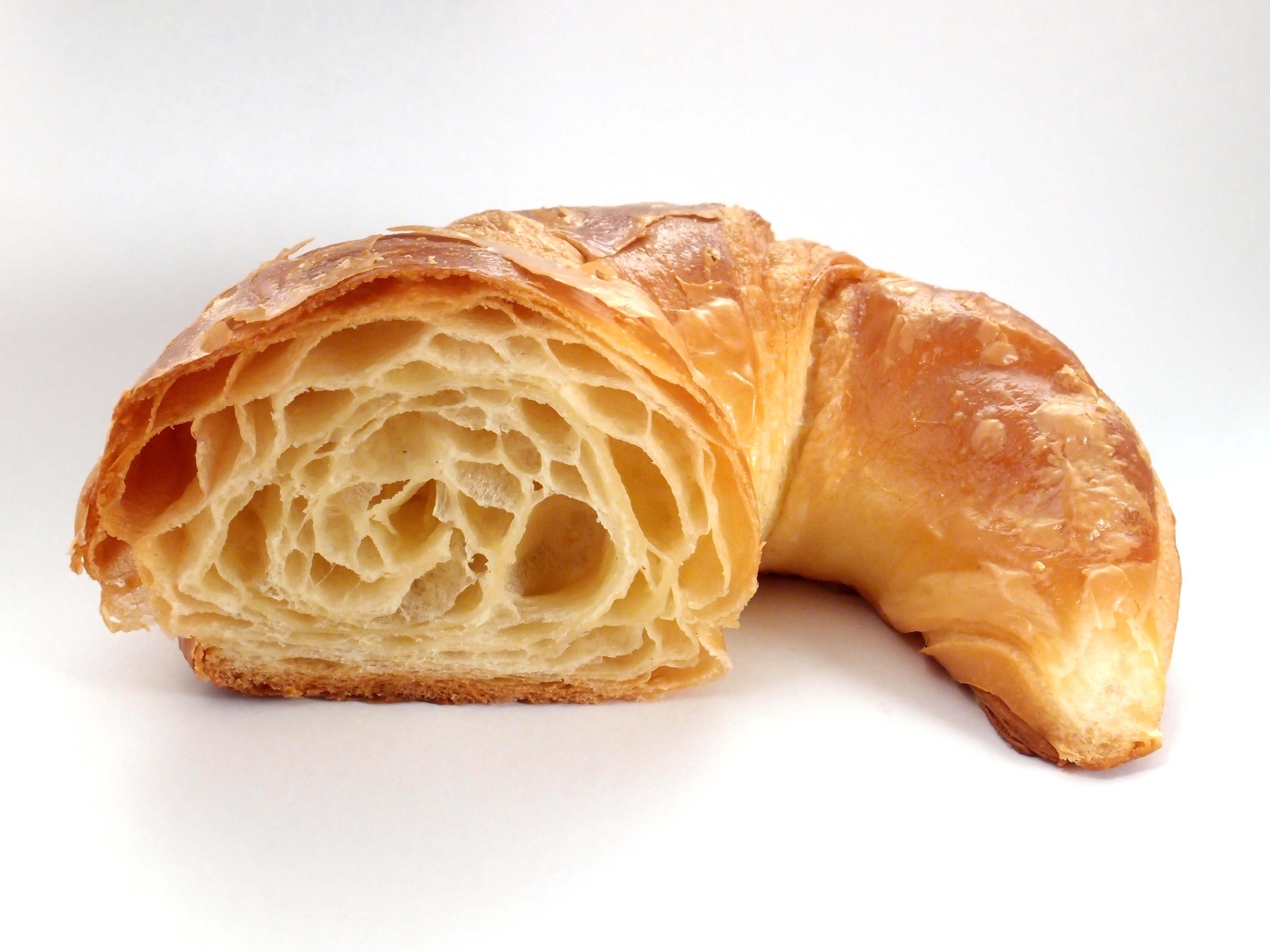
doorsnede croissant

Voor de croissant moet bloem gebruikt worden, samen met suiker, gist en melk. Na het kneden wordt het tot een dunne laag gewalst. Hier wordt een laag boter overheen gelegd en vervolgens wordt het deeg dubbelgevouwen waardoor de boter in het deeg opgesloten wordt. Vervolgens wordt dit deeg meerdere malen gewalst, dubbelgevouwen en weer gewalst zodat uiteindelijk een structuur ontstaat van dunne laagjes deeg, gescheiden door dunne laagjes boter. Het is belangrijk dat hier elastische boter voor gebruikt wordt zodat deze niet versnippert tijdens het walsen.
Na het walsen worden er langwerpige driehoeken uit het deeg gesneden en deze worden opgerold en gebogen. Hierna moeten ze nog een paar uur rijzen. Na het rijzen worden de croissants eventueel nog besmeerd met geklutst ei en gaan ze in de oven. Bij het bakken smelt het vet en komen de laagjes deeg los van elkaar te liggen.

## Kwaliteit
Op een croissant uit de fabriek valt veel winst te maken, voor een ambachtelijke croissant moet een bakker drie dagen uittrekken. Tegenwoordig wordt tachtig procent van de croissants in vele landen dan ook in de fabriek gemaakt en vaak wordt margarine in plaats van boter gebruikt. Croissants die niet met 100% boter bereid zijn hebben een rechte vorm. De gebogen vorm is voorbehouden aan croissants bereid met alleen boter en geen margarine. Goede croissants zijn bij het doorsnijden te herkennen aan de structuur aan de binnenkant die duidelijk laat zien dat er een goede luchtige structuur is en aan de geur van roomboter.

## Varianten
Er zijn verschillende varianten van de croissant:
- Naargelang de vorm: ronde, gebogen, rechte.[7]
- De Laugencroissant, een croissant die met loog bestreken wordt voor extra knapperigheid, en soms ook met grof zout bestrooid wordt. Deze variant is populair in Duitsland en Zwitserland.
- De ham-kaascroissant, waarbij tijdens het rollen van het croissantje een plakje kaas en ham in het deeg zijn opgesloten.
- De kaascroissant, waarbij tijdens het rollen van het croissantje een plakje kaas in het deeg wordt opgesloten.
- De chocoladecroissant, waarbij stukjes chocolade in de croissant zijn meegebakken.
- De sint-maartenscroissant wordt in Polen gegeten tijdens Sint-Maarten. Dit zijn croissants die rijkelijk versierd en gevuld zijn met zoetigheid.[8]
- De amandelcroissant of frangipani, een zoete variant met meegebakken amandelspijs.
- In 1981 bracht het Amerikaanse concern Sara Lee een diepvriescroissant op de markt. Daarna namen Burger King en andere fast food ketens het broodje van bladerdeeg op in hun ontbijtaanbod. De Amerikanisering van de croissant was begonnen...

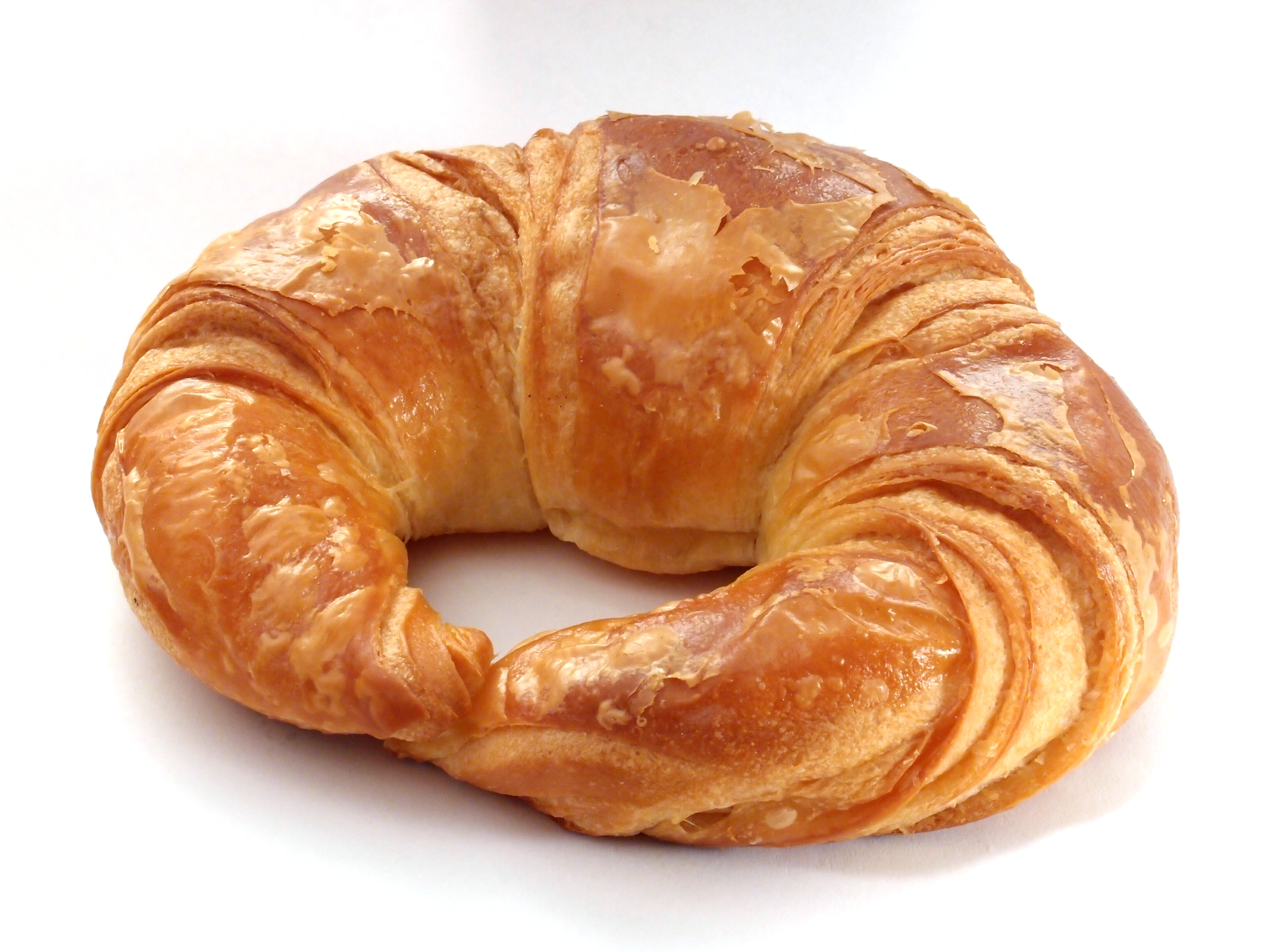
ronde croissant
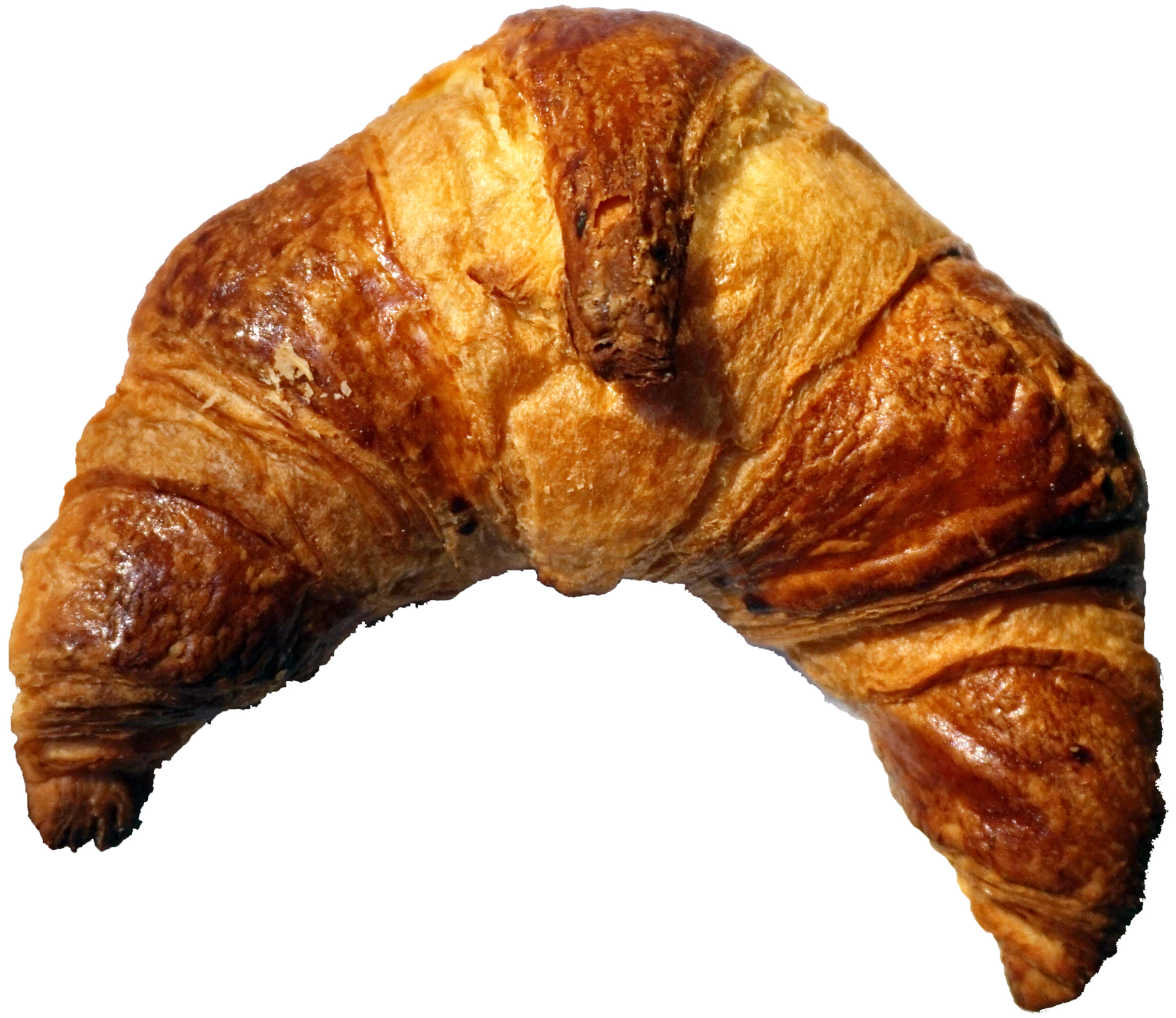
gebogen Laugencroissant
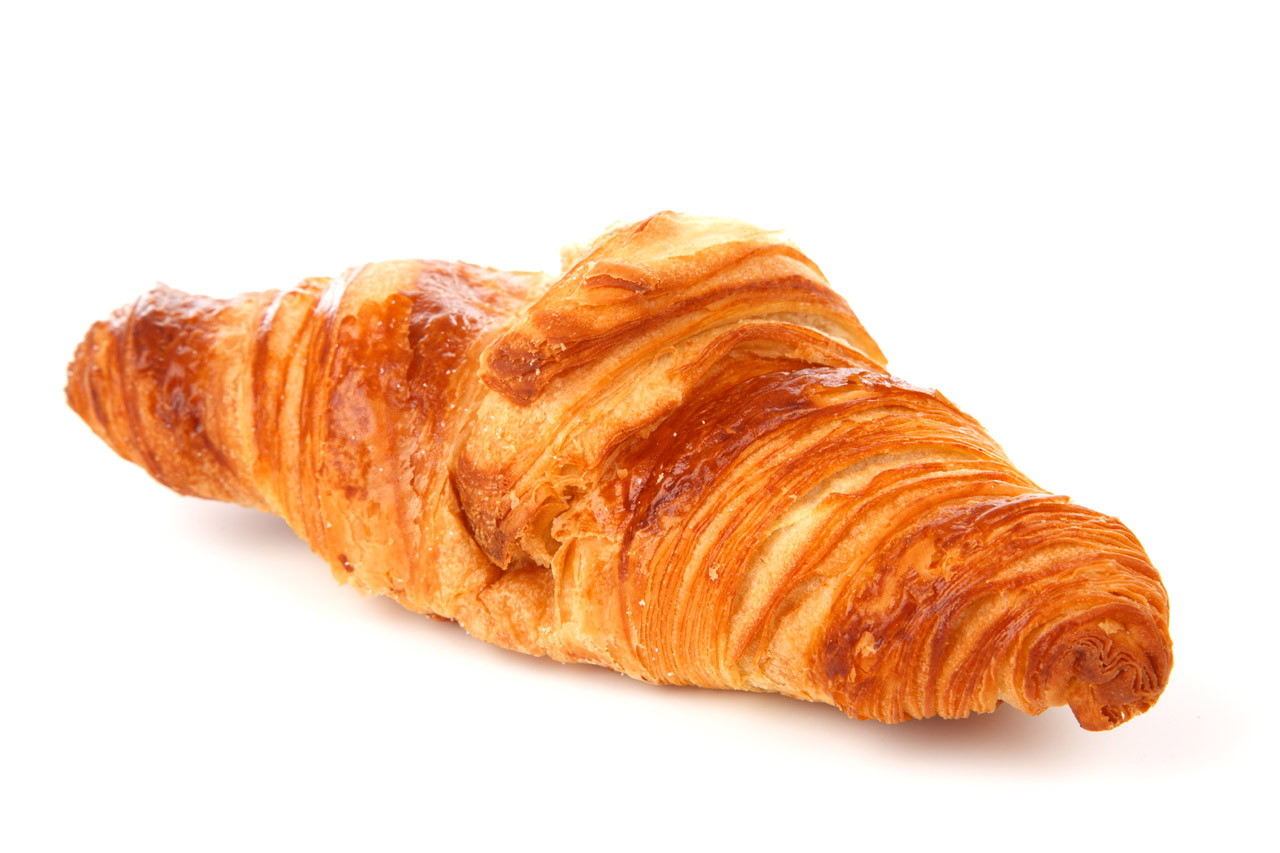
rechte croissant met margarine
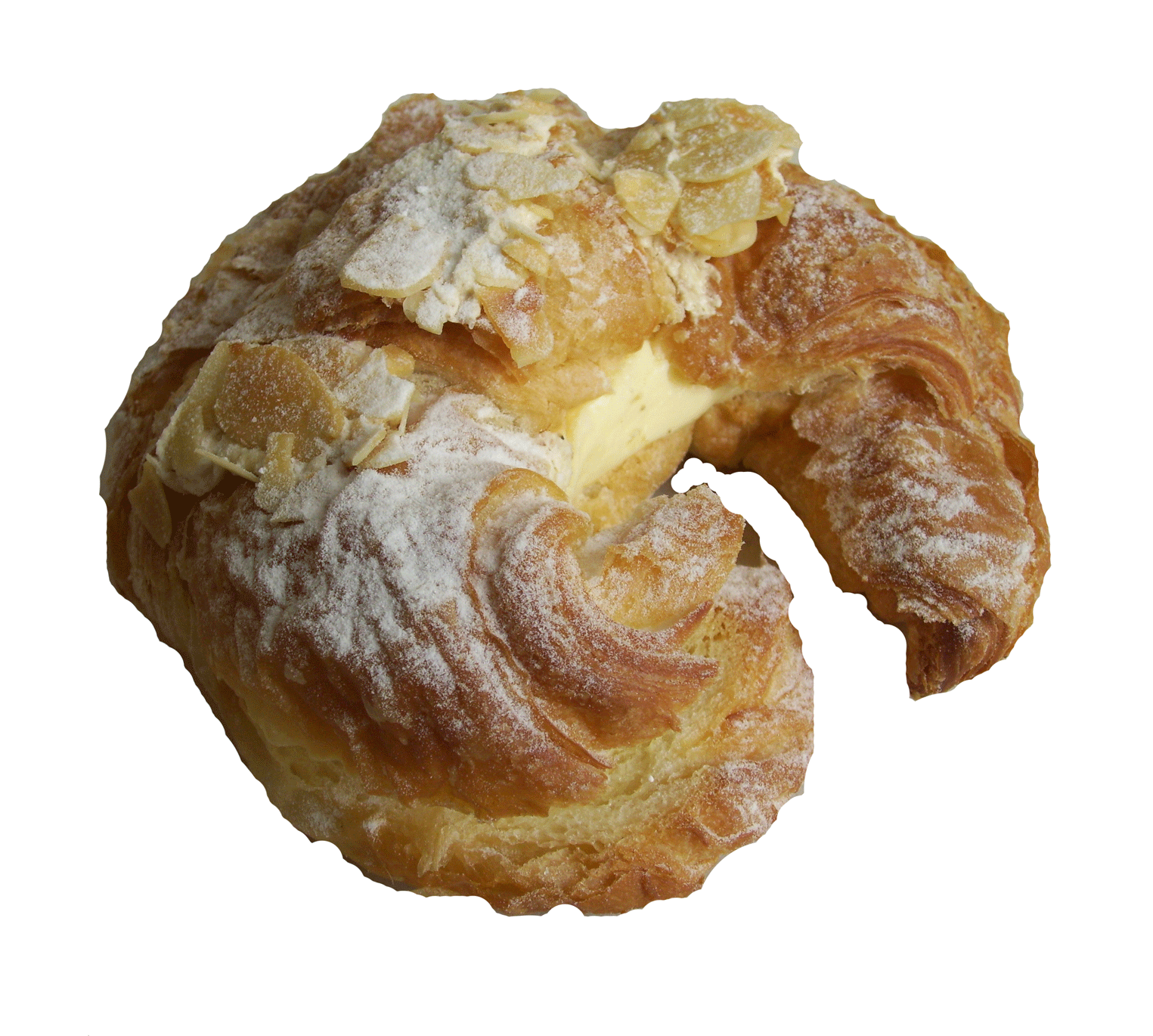
frangipani (amandel)
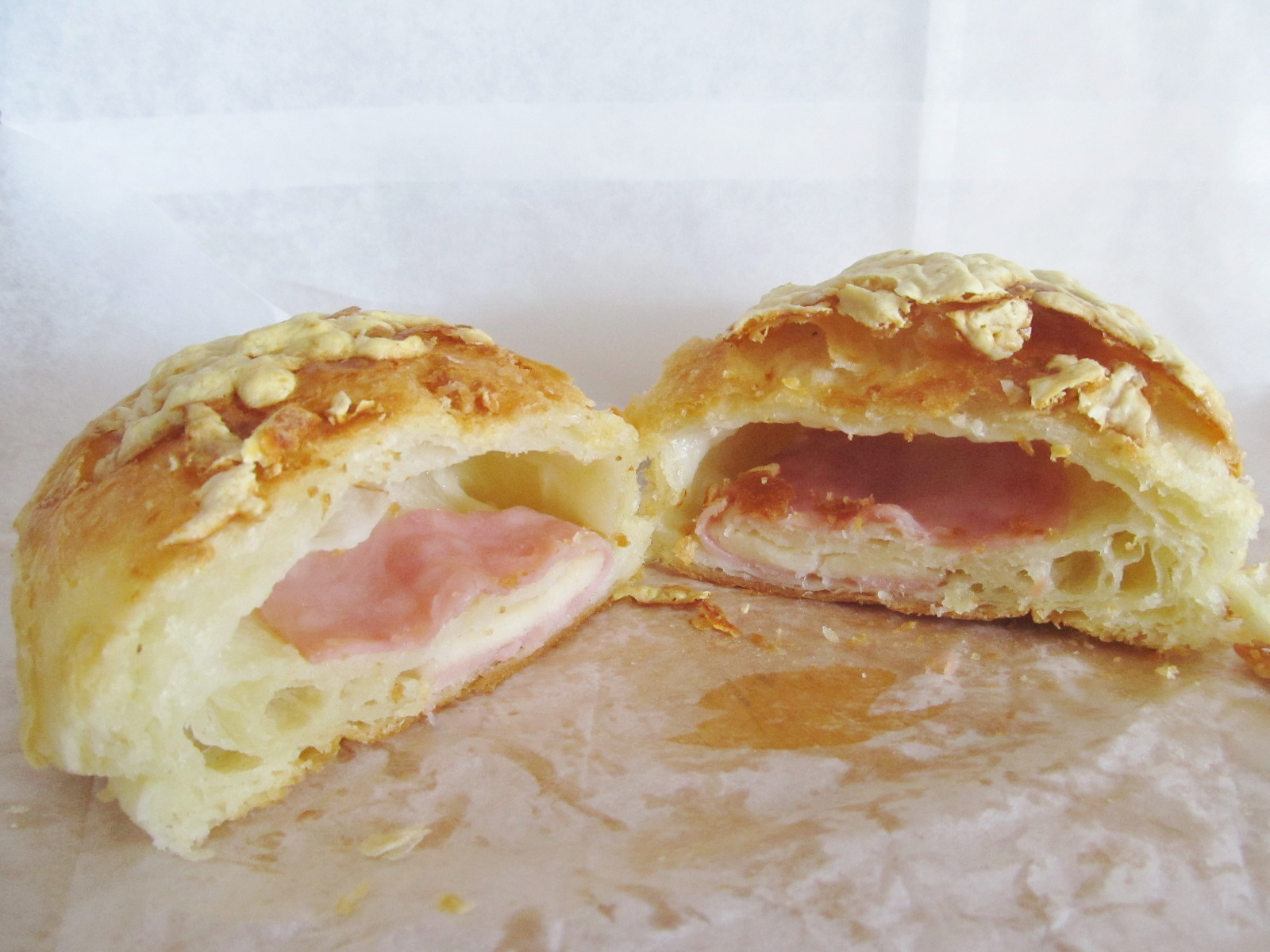
hamkaascroissant